# Gymnothorax angusticeps
Gymnothorax angusticeps là một loài cá lịch biển được tìm thấy ở Thái Bình Dương, quanh Peru.